# Rapolla
Rapolla este o comună din provincia Potenza, regiunea Basilicata, Italia, cu o populație de 4.165 locuitori (1 ianuarie 2023) și o suprafață de 29,87 km².

## Demografie
Rapolla - evoluția demografică

|  | Graficele sunt indisponibile din cauza unor probleme tehnice. Mai multe informații se găsesc la Phabricator și la wiki-ul MediaWiki. |

Date: Recensăminte sau birourile de statistică - grafică realizată de Wikipedia